# Esse, Charente
Esse är en kommun i departementet Charente i regionen Nouvelle-Aquitaine i västra Frankrike. Kommunen ligger i kantonen Confolens-Sud som tillhör arrondissementet Confolens. År 2022 hade Esse 509 invånare.

## Befolkningsutveckling
Antalet invånare i kommunen Esse
| Referens: INSEE |